# Ганс Дерр
Ганс Дерр (нім. Hans Doerr; 14 вересня 1897, Вільгельмсгафен — 9 вересня 1960, Гроскароліненфельд) — німецький штабний офіцер, генерал-майор вермахту. Кавалер Німецького хреста в золоті.

## Біографія
8 квітня 1915 року вступив в гвардійський піший артилерійський полк Прусської армії. З 27 травня 1915 року служив в 2-му батальйоні 1-го гвардійського резервного пішого артилерійського полку. З 1 травня по 1 серпня 1917 року перебував за обміном в австро-угорській 7-й гірській артилерійській дивізії. 10 вересня 1918 року переведений в 151-й піший артилерійський батальйон, з 3 жовтня — командир батареї. 17 грудня 1918 року відряджений в командування 14-го армійського корпусу. З 3 липня 1919 року служив в 7-му важкому артилерійському, з 1 жовтня 1919 року — в 3-му артилерійському полку. 31 грудня 1919 року звільнений у відставку.
1 травня 1924 року повернувся в армію і був призначений в 4-й артилерійський полк. З 8 жовтня по 4 листопада 1924 року пройшов курс кулеметника в Кенігсбрюці. З 27 січня по 18 лютого 1925 року перебував у відрядженні в управліні фотозйомки 4-ї дивізії. З 29 червня по 25 липня 1925 року пройшов інженерну підготовку в 4-му інженерному батальйоні, з 3 жовтня по 3 листопада 1925 року — курс фортечної оброни в Кенігсберзі, з 1 жовтня 1926 по 20 лютого 1927 року — зброярський курс для офіцерів в Дрездені. З 1 жовтня 1927 року служив в штабі 3-го батальйону 3-го артилерійського полку. З 18 вересня по 17 жовтня 1929 року пройшов топографічний курс в Ютербозі. 1-30 квітня 1931 року перебував у відрядженні в Імперському військовому міністерстві. 1 жовтня 1931 року переведений в 4-й артилерійський полк і відряджений на курс допоміжних керівників в штаб 5-ї дивізії. 1 жовтня 1933 року переданий в розпорядження головнокомандувача сухопутних військ і відряджений на офіцерський курс в Берлін, який тривав до 1 травня 1934 року. З 1 жовтня 1934 року служив в командуванні 6-го військового округу. З 6 жовтня 1936 року — командир батареї 13-го артилерійського полку. З 1 вересня 1939 року — інструктор з транспортних страв у Військовій академії.
З 26 серпня 1939 року — уповноважений комісар з питань військового транспорту в Берліні, одночасно з 15 жовтня 1939 року — член економічної делегації у Москві. 11 листопада 1939 року відряджений до керівника транспортних частин особливого призначення. З 8 грудня 1939 року — 1-й офіцер (начальник оперативного відділу) Генштабу 44-ї піхотної дивізії. 20 вересня 1940 року відправлений в командний резерв ОКГ. З 8 жовтня 1941 року — інструктор з тактики на курсах офіцерів Генштабу в Берліні. 1 квітня 1941 року знову відправлений в командний резерв ОКГ. З 6 квітня 1941 року — офіцер зв'язку при італійській 2-й армії. 12 травня 1941 року відряджений в 3-й повітряний флот. З 4 червня 1941 року — начальник Геншатбу 52-го армійського корпусу. 22 вересня 1942 року знову відправлений в командний резерв ОКГ. З 1 жовтня 1942 року — начальник німецького штабу зв'язку при румунській 4-й армії. З 1 березня 1943 року — начальник Генштабу 17-го армійського корпусу. 1 серпня 1943 року знову відправлений в командний резерв ОКГ. З 10 серпня 1943 року — військовий аташе німецького посольства в Мадриді. 10 травня 1945 року взятий в полон. 20 грудня 1947 року звільнений.

## Звання
- Фенріх (8 квітня 1915)
- Лейтенант (18 серпня 1915)
- Оберлейтенант запасу (31 грудня 1920)
- Оберлейтенант (1 лютого 1926)
- Гауптман (1 жовтня 1933)
- Майор (1 квітня 1937)
- Оберстлейтенант (1 квітня 1939)
- Оберст (1 січня 1942)
- Генерал-майор (1 січня 1944)

## Нагороди
- Залізний хрест
  - 2-го класу (11 листопада 1915)
  - 1-го класу (24 грудня 1917)
- Хрест «За військові заслуги» (Австро-Угорщина) 3-го класу з військовою відзнакою (8 травня 1917)
- Нагрудний знак «За поранення» в чорному (1 грудня 1918)
- Почесний хрест ветерана війни з мечами (28 грудня 1934)
- Медаль «За вислугу років у Вермахті» 4-го і 3-го класу (12 років; 2 жовтня 1936) — отримав 2 нагороди одночасно.
- Пам'ятна військова медаль (Австрія) з мечами
- Медаль за участь у Європейській війні (1915—1918) з мечами (Третє Болгарське царство)
- Застібка до Залізного хреста
  - 2-го класу (18 червня 1940)
  - 1-го класу (14 липня 1940)
- Медаль «За зимову кампанію на Сході 1941/42» (15 серпня 1942)
- Німецький хрест в золоті (8 грудня 1942)
- Орден Зірки Румунії, командорський хрест з мечами
- Орден «Доблесний авіатор», офіцерський хрест з мечами (Румунське королівство)
- Орден Заслуг (Угорщина), офіцерський хрест з мечами та військовою відзнакою